# Programme en dix points
Black Panther Party
Le programme en dix points ou Le programme et la plateforme en dix points pour la défense personnelle du Black Panther Party est un programme électoral écrit par Huey P. Newton et Bobby Seale en 1966 pour le Black Panther Party.

## Description
Le programme en dix points est un texte de lignes directrices pour le Black Panther Party qui énonce ses idéaux et modes de fonctionnement, une « combinaison entre une charte des droits et des libertés et une Déclaration d'indépendance ».
Le document a été écrit en 1966 par les fondateurs du Black Panther Party, Huey P. Newton et Bobby Seale, dont les pensées politiques relèvent du marxisme et du nationalisme noir. Chacun des points a été mis en place pour que tous les membres du Black Panther Party puissent vivre et pratiquer activement chaque jour. Le programme en dix points a été publié le 15 mai 1967 dans le deuxième numéro de l'hebdomadaire du parti, The Black Panther. Tous les 537 numéros suivants contenaient le programme, intitulé « Ce que nous voulons maintenant! ».
Le programme en dix points comprenait deux sections: la première, intitulée « Ce que nous voulons maintenant! » décrit ce que le Black Panther Party souhaite de la part des dirigeants de la société américaine. La deuxième section, intitulée « Ce que nous croyons », décrit les vues philosophiques du parti et les droits que les Afro-Américains devraient avoir, mais qui leur sont refusés. Il est structuré de manière similaire à la Déclaration des droits des États-Unis de la Constitution américaine.
« Ce que nous croyons », en demandant ce qui sera considéré comme un paiement suffisant pour les injustices commises contre la communauté noire. Par exemple, une section déclare: « Nous croyons que ce gouvernement raciste nous a volés et maintenant nous exigeons la dette en souffrance de quarante acres et deux mules . Quarante acres et deux mulets ont été promis il y a 100 ans comme une restitution pour le travail des esclaves et le meurtre en masse de Noirs». Il continue d'affirmer que « nous accepterons ce paiement en monnaie qui sera distribué à nos nombreuses communautés ». Newton et Seale pensaient que la communauté noire avait été privée de ces avantages au fil des ans et que le seul moyen de corriger cette injustice était de rembourser les biens qui leur avaient été perdus pendant de nombreuses années d'esclavage.
La plateforme en dix points était importante pour le Black Panther Party car elle énonçait les « besoins physiques et tous les principes philosophiques » auxquels ils s'attendaient et qui pouvaient être compris par tout le monde. Quand Huey Newton a parlé de la plateforme, il a déclaré que ces choses n'étaient pas quelque chose de nouveau mais quelque chose que « les Noirs ont exprimé tout au long de plus de 100 ans depuis la proclamation d'émancipation et même avant cela. ». Cette plateforme était essentielle pour le parti, car elle lui permettait d'exposer ses désirs, ses besoins et ses croyances que les gens pouvaient lire et comprendre facilement.

## Contenu
Les sections se lisent comme suit :
Ce que nous voulons maintenant !

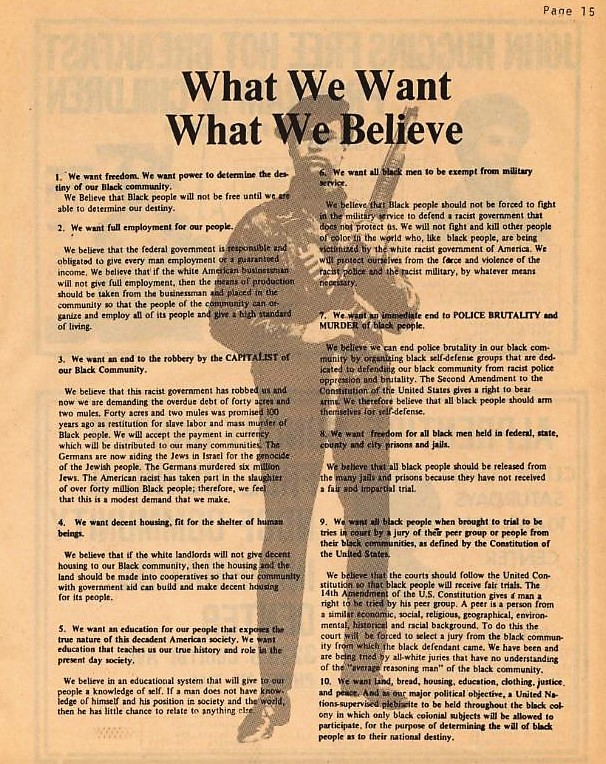

1. Nous voulons la liberté. Nous voulons pouvoir déterminer le destin de notre communauté noire.
2. Nous voulons le plein emploi pour notre peuple.
3. Nous voulons la fin du vol par les capitalistes de nos communautés noires et opprimées.
4. Nous voulons un logement décent, digne d'un abri pour les êtres humains.
5. Nous voulons une éducation pour notre peuple qui expose la vraie nature de cette société américaine décadente. Nous voulons une éducation qui nous enseigne notre véritable histoire et notre rôle dans la société actuelle.
6. Nous voulons que tous les hommes noirs soient exemptés du service militaire.
7. Nous voulons qu'il soit mis fin immédiatement à la BRUTALITÉ DE LA POLICE et au MEURTRE des Noirs.
8. Nous voulons la liberté pour tous les hommes noirs détenus dans les prisons fédérales, d'État, de comté et de ville.
9. Nous voulons que tous les Noirs, lorsqu'ils sont jugés, le soient par un jury composé de leurs pairs ou de personnes appartenant à leurs communautés noires, comme le définit la Constitution des États-Unis.
10. Nous voulons de la terre, du pain, un logement, une éducation, des vêtements, la justice et la paix.

Ce en quoi nous croyons :
1. Nous croyons que les Noirs ne seront pas libres tant que nous ne serons pas en mesure de déterminer notre propre destin.
2. Nous croyons que le gouvernement fédéral est responsable est obligé de donner à chaque homme un emploi ou un revenu garanti. Nous croyons que si les hommes d'affaires américains blancs ne donnent pas le plein emploi, les moyens de production devraient être pris aux hommes d'affaires et placés dans la communauté afin que les gens de la communauté puissent s'organiser, employer tous ses membres et leur donner un niveau de vie élevé.
3. Nous croyons que ce gouvernement raciste nous a volés et nous exigeons maintenant le remboursement de la dette de quarante acres et deux mules. Quarante acres et deux mulets ont été promis il y a 100 ans comme redistribution pour le travail des esclaves et le meurtre de masse des personnes noires. Nous accepterons le paiement en devises qui sera distribué à nos nombreuses communautés : les Allemands aident maintenant les Juifs en Israël pour le génocide du peuple juif. Les Allemands ont assassiné 6 000 000 de juifs. Le raciste américain a participé au massacre de plus de 50 000 000 de Noirs ; par conséquent, c'est une demande modeste que nous formulons.
4. Nous croyons que si les propriétaires blancs ne donnent pas un logement décent à notre communauté, alors les logements et les terrains devraient être transformés en coopératives afin que notre communauté, avec l'aide du gouvernement, puisse construire et fabriquer un logement décent pour son peuple.
5. Nous croyons en un système éducatif qui permettra à notre peuple de se connaître. Si un homme n'a pas la connaissance de lui-même et de sa position dans la société et dans le monde, alors il a peu de chances de se relier à quoi que ce soit d'autre.
6. Nous croyons que les Noirs ne devraient pas être obligés de se battre lors du service militaire pour défendre un gouvernement raciste qui ne nous protège pas. Nous ne combattrons pas et ne tuerons pas d'autres personnes de couleur dans le monde qui, comme les Noirs, sont victimes du gouvernement raciste blanc d'Amérique. Nous nous protégerons contre la force et la violence de la police raciste et de l'armée raciste, par tous les moyens nécessaires.
7. Nous croyons que nous pouvons mettre fin à la brutalité policière dans notre communauté noire en organisant des groupes d'autodéfense noirs qui se consacrent à la défense de notre communauté noire contre l'oppression et la brutalité policières racistes. Le deuxième amendement de la Constitution des États-Unis nous donne le droit de porter des armes. Nous pensons donc que tous les Noirs devraient s'armer pour se défendre.
8. Nous croyons que tous les Noirs devraient être libérés des nombreuses prisons et des établissements pénitentiaires parce qu'ils n'ont pas bénéficié d'un procès équitable et impartial.
9. Nous pensons que les tribunaux devraient suivre la Constitution des États-Unis afin que les Noirs bénéficient de procès équitables. Le 14e amendement de la Constitution américaine donne à un homme le droit d'être jugé par ses pairs. Un « pair » est une personne dont les antécédents économiques, sociaux, religieux, géographiques, environnementaux, historiques et raciaux sont similaires. Pour ce faire, le tribunal sera obligé de sélectionner un jury issu de la communauté noire dont est issu le défendeur noir. Nous avons été, et sommes encore, jugés par des jurys entièrement blancs qui n'ont aucune compréhension de « l'homme au raisonnement moyen » de la communauté noire.
10. Lorsqu'au cours des événements humains, il devient nécessaire pour un peuple de dissoudre les liens politiques qui l'ont lié à un autre, et d'assumer, parmi les puissances de la terre, la condition séparée et égale à laquelle les lois de la nature et le dieu de la nature lui donnent droit, un respect décent des opinions de l'humanité exige qu'ils déclarent les causes qui les poussent à la séparation. Nous tenons ces vérités pour évidentes, et que tous les hommes sont créés égaux, qu'ils sont dotés par leur créateur de certains droits inaliénables, parmi lesquels figurent la vie, la liberté et la poursuite du bonheur. Que pour assurer ces droits, des gouvernements sont institués entre les hommes, tirant leurs justes pouvoirs du consentement des gouvernés, que chaque fois qu'une forme quelconque de gouvernement devient destructrice de ces fins, le peuple a le droit de la modifier ou de l'abolir, et d'instituer un nouveau gouvernement, en posant ses fondements sur ces principes et en organisant son pouvoir sous la forme qui lui paraîtra la plus propre à assurer sa sécurité et son bonheur. La prudence, en effet, dictera que les gouvernements établis depuis longtemps ne doivent pas être changés pour des causes légères et passagères ; et en conséquence toute l'expérience a montré que l'humanité est plus disposée à souffrir, alors que les maux sont supportables, qu'à se redresser en abolissant les formes dont on l'accuse. Mais lorsqu'un long train d'abus et d'usurpations, poursuivant invariablement le même objet, témoigne d'une volonté de les réduire à un despotisme absolu, il est de leur droit, et de leur devoir, de se débarrasser d'un tel gouvernement, et de fournir de nouveaux gardiens de leur sécurité future[2].

Le Black Panther Party a pris de l'importance pendant la guerre du Viêt Nam, de sorte que la section « Ce que nous croyons » incluait également une demande que les Noirs soient dispensés du service militaire auprès d'un « gouvernement raciste qui ne nous protège pas... NOUS ne nous battrons pas et ne tuerons pas d'autres personnes de couleur dans le monde qui, comme les Noirs, sont victimes du gouvernement raciste blanc d'Amérique ».

## Postérité
Le Programme en dix points a constitué la base du Black Panther Party et a été considéré comme le document directeur qui définissait les actions du parti. En outre, une photo hautement symbolique de Huey P. Newton a été diffusée parallèlement au programme en dix points. Il porte la célèbre casquette noire des Black Panthers, inclinée sur le côté, couvrant son oreille droite et vêtu de l'uniforme standard des Black Panther. «Il est assis confortablement, mais alerte, les pieds en position, prêt à se tenir debout.
En 1972, Newton a déplacé le centre de ses activités politiques du nationalisme noir vers « l'intercommunalisme », cherchant à unir et à donner du pouvoir à tous les groupes privés de leurs droits. Le programme en dix points a été modifié pour refléter ce changement d'orientation - par exemple, en ajoutant une demande de soins de santé entièrement gratuits — ce qui a entraîné à des tensions au sein du parti. Le parti a changé, passant d'une simple focalisation sur les Noirs eux-mêmes à une focalisation sur des groupes plus minoritaires et sur les moyens d'améliorer leur vie. En se concentrant sur les injustices, il a commencé à considérer son combat comme un combat auquel beaucoup de gens sont confrontés.
Le programme en dix points a finalement échoué, bien qu'il ait joué un rôle significatif dans le développement du mouvement des droits civils aux États-Unis dans les années 1950 et 1960. Le programme en dix points a également influencé les perspectives politiques de ceux qui ont atteint la maturité à l'ère post-droits civils et de la génération hip-hop. Tupac Shakur, le fils de l'ancien Black Panther Afeni Shakur, a notamment basé sa philosophie du T. H. U. G. L. I. F. E. - « une tentative de codifier les pratiques qui pourraient réduire la violence dans la communauté noire et restaurer la dignité des hommes noirs humiliés, irrespectés et reniés » - sur les idées du Programme en Dix Points.